# Dillheim
Dillheim ist ein Ortsteil der Gemeinde Ehringshausen im mittelhessischen Lahn-Dill-Kreis.

## Geografie
Die Ortschaft liegt auf einer Anhöhe des Himmbergs oberhalb des Dilltals, am Westrand des Gladenbacher Berglands. Dillheim ist inzwischen mit dem Kernort Ehringshausen, der südöstlich liegt, zusammengewachsen. Den markantesten Punkt bildet der Kirchplatz mit der Evangelischen Pfarrkirche auf einem Felssporn.

## Geschichte

### Ortsgeschichte
Das Dorf wurde erstmals im Jahr 1226 als Dilnheim im Zusammenhang mit der dort befindlichen Pfarrei urkundlich erwähnt. Zum großen Dillheimer Kirchspiel mit zwölf Dörfern gehörte auch das etwa fünf Kilometer entfernt liegende Edingen. Der Ort besaß auch ein Centgericht, das wohl als Gerichtsbezirk etwa die gleiche Ausdehnung wie das Kirchspiel hatte.
Dillheim kam schließlich in den Besitz der Grafen von Solms-Greifenstein und gehörte zu deren Amtsbezirk Greifenstein. Zu Beginn des 19. Jahrhunderts wurde der Ort preußisch und Teil der Bürgermeisterei zu Aßlar.
Im Zuge der Gebietsreform in Hessen wurde die bis dahin selbständige Gemeinde Dillheim auf freiwilliger Basis zum 31. Dezember 1970 nach Ehringshausen eingegliedert. Für Dillheim wurde wie für alle nach Ehringshausen eingegliederten Gemeinden und die Kerngemeinde wurde ein Ortsbezirk eingerichtet. Sitz der Gemeindeverwaltung ist Ehringshausen.

### Verwaltungsgeschichte im Überblick
Die folgende Liste zeigt die Staaten und Verwaltungseinheiten, denen Dillheim angehört(e):
- vor 1806: Heiliges Römisches Reich, Fürstentum Solms-Braunfels, Anteil der Grafschaft Solms, Amt Greifenstein
- ab 1806: Herzogtum Nassau,[Anm. 2] Amt Greifenstein[Anm. 3]
- ab 1816: Königreich Preußen,[Anm. 4] Provinz Großherzogtum Niederrhein, Regierungsbezirk Koblenz, Kreis Braunfels[7]
- ab 1822: Königreich Preußen, Rheinprovinz, Regierungsbezirk Koblenz, Kreis Wetzlar[Anm. 5]
- ab 1866: Norddeutscher Bund,[Anm. 6] Königreich Preußen, Rheinprovinz, Regierungsbezirk Koblenz, Kreis Wetzlar
- ab 1871: Deutsches Reich, Königreich Preußen, Rheinprovinz, Regierungsbezirk Koblenz, Kreis Wetzlar
- ab 1918: Deutsches Reich (Weimarer Republik), Freistaat Preußen, Rheinprovinz, Regierungsbezirk Koblenz, Kreis Wetzlar
- ab 1932: Deutsches Reich, Freistaat Preußen, Provinz Hessen-Nassau, Regierungsbezirk Wiesbaden, Kreis Wetzlar
- ab 1944: Deutsches Reich, Freistaat Preußen, Provinz Nassau, Kreis Wetzlar
- ab 1945: Amerikanische Besatzungszone,[Anm. 7] Groß-Hessen, Regierungsbezirk Wiesbaden, Kreis Wetzlar
- ab 1949: Bundesrepublik Deutschland, Land Hessen, Regierungsbezirk Wiesbaden, Kreis Wetzlar
- ab 1968: Bundesrepublik Deutschland, Land Hessen, Regierungsbezirk Darmstadt, Kreis Wetzlar.
- ab 1970: Bundesrepublik Deutschland, Land Hessen, Regierungsbezirk Darmstadt, Kreis Wetzlar, Gemeinde Ehringshausen[Anm. 8]
- ab 1977: Bundesrepublik Deutschland, Land Hessen, Regierungsbezirk Darmstadt, Lahn-Dill-Kreis, Gemeinde Ehringshausen
- ab 1981: Bundesrepublik Deutschland, Land Hessen, Regierungsbezirk Gießen, Lahn-Dill-Kreis, Gemeinde Ehringshausen

## Bevölkerung

### Einwohnerstruktur 2011
Nach den Erhebungen des Zensus 2011 lebten am Stichtag dem 9. Mai 2011 in Dillheim 846 Einwohner. Darunter waren 81 (9,6 %) Ausländer.
Nach dem Lebensalter waren 168 Einwohner unter 18 Jahren, 384 zwischen 18 und 49, 147 zwischen 50 und 64 und 147 Einwohner waren älter.
Die Einwohner lebten in 342 Haushalten. Davon waren 84 Singlehaushalte, 96 Paare ohne Kinder und 132 Paare mit Kindern, sowie 27 Alleinerziehende und 3 Wohngemeinschaften. In 69 Haushalten lebten ausschließlich Senioren und in 237 Haushaltungen lebten keine Senioren.

### Einwohnerentwicklung
| Dillheim: Einwohnerzahlen von 1834 bis 2017 | Dillheim: Einwohnerzahlen von 1834 bis 2017 | Dillheim: Einwohnerzahlen von 1834 bis 2017 | Dillheim: Einwohnerzahlen von 1834 bis 2017 | Dillheim: Einwohnerzahlen von 1834 bis 2017 |
| --- | ------------------------------------------- | ------------------------------------------- | ------------------------------------------- | ------------------------------------------- |
| Jahr |                                             |                                             |                                             | Einwohner                                   |
| 1834 | 1834                                        |                                             | 186                                         | 186                                         |
| 1840 | 1840                                        |                                             | 199                                         | 199                                         |
| 1846 | 1846                                        |                                             | 230                                         | 230                                         |
| 1852 | 1852                                        |                                             | 222                                         | 222                                         |
| 1858 | 1858                                        |                                             | 227                                         | 227                                         |
| 1864 | 1864                                        |                                             | 237                                         | 237                                         |
| 1871 | 1871                                        |                                             | 225                                         | 225                                         |
| 1875 | 1875                                        |                                             | 232                                         | 232                                         |
| 1885 | 1885                                        |                                             | 246                                         | 246                                         |
| 1895 | 1895                                        |                                             | 261                                         | 261                                         |
| 1905 | 1905                                        |                                             | 289                                         | 289                                         |
| 1910 | 1910                                        |                                             | 297                                         | 297                                         |
| 1925 | 1925                                        |                                             | 312                                         | 312                                         |
| 1939 | 1939                                        |                                             | 339                                         | 339                                         |
| 1946 | 1946                                        |                                             | 463                                         | 463                                         |
| 1950 | 1950                                        |                                             | 477                                         | 477                                         |
| 1956 | 1956                                        |                                             | 445                                         | 445                                         |
| 1961 | 1961                                        |                                             | 433                                         | 433                                         |
| 1967 | 1967                                        |                                             | 565                                         | 565                                         |
| 1970 | 1970                                        |                                             | 858                                         | 858                                         |
| 1980 | 1980                                        |                                             | ?                                           | ?                                           |
| 1990 | 1990                                        |                                             | ?                                           | ?                                           |
| 2000 | 2000                                        |                                             | ?                                           | ?                                           |
| 2011 | 2011                                        |                                             | 846                                         | 846                                         |
| 2014 | 2014                                        |                                             | 926                                         | 926                                         |
| 2017 | 2017                                        |                                             | 892                                         | 892                                         |
| Datenquelle: Historisches Gemeindeverzeichnis für Hessen: Die Bevölkerung der Gemeinden 1834 bis 1967. Wiesbaden: Hessisches Statistisches Landesamt, 1968. Weitere Quellen: LAGIS; Zensus 2011; Gemeinde Ehringshausen |                                             |                                             |                                             |                                             |

### Historische Religionszugehörigkeit
| • 1834: | 186 evangelische Einwohner                                         |
| • 1961: | 370 evangelische (= 85,45 %), 62 katholische (= 14,32 %) Einwohner |

## Politik
Für Dillheim besteht ein Ortsbezirk (Gebiete der ehemaligen Gemeinde Dillheim) mit Ortsbeirat und Ortsvorsteher nach der Hessischen Gemeindeordnung.
Der Ortsbeirat besteht aus fünf Mitgliedern. Bei den Kommunalwahlen in Hessen 2021 betrug die Wahlbeteiligung zum Ortsbeirat 47,79 %. Dabei wurden gewählt: ein Mitglied der CDU und je zwei Mitglieder der SPD und der „Freien Wählergemeinschaft Ehringshausen“ (FWG). Der Ortsbeirat wählte Stefan Wahl (FWG) zum Ortsvorsteher.

## Kulturdenkmäler

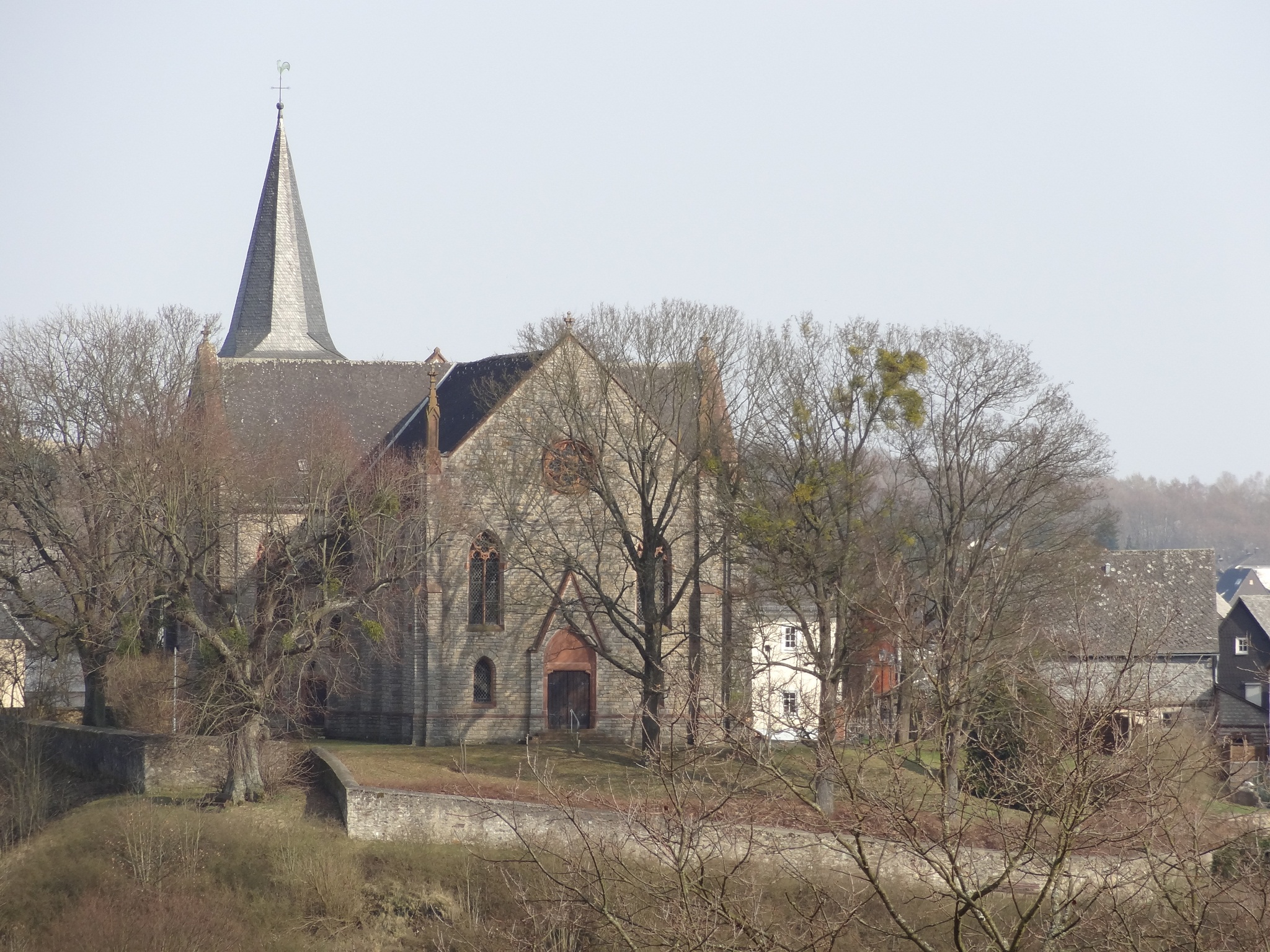
Jesus-Christus-Kirche
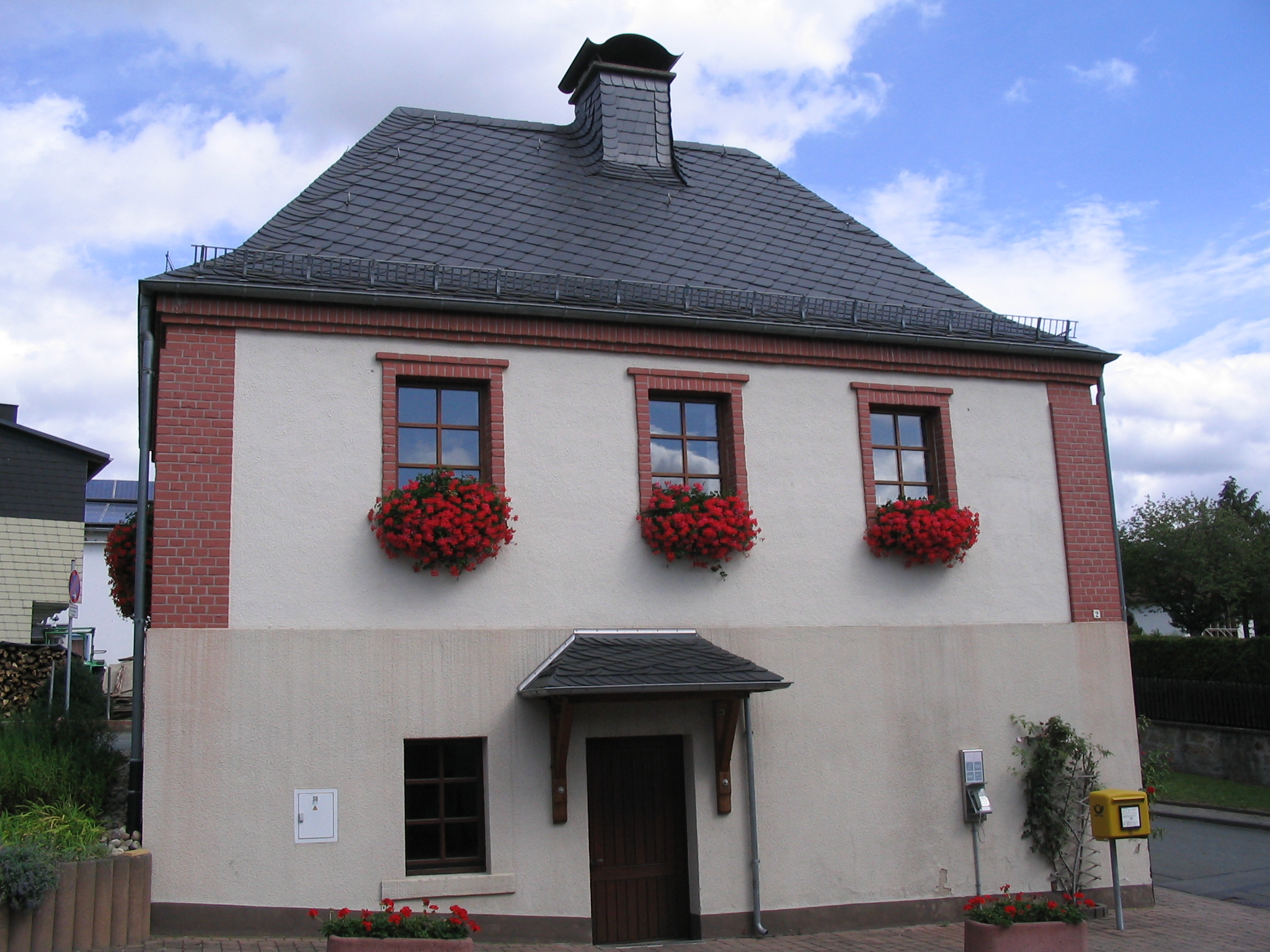
Ehemaliges Back- und Gemeindehaus
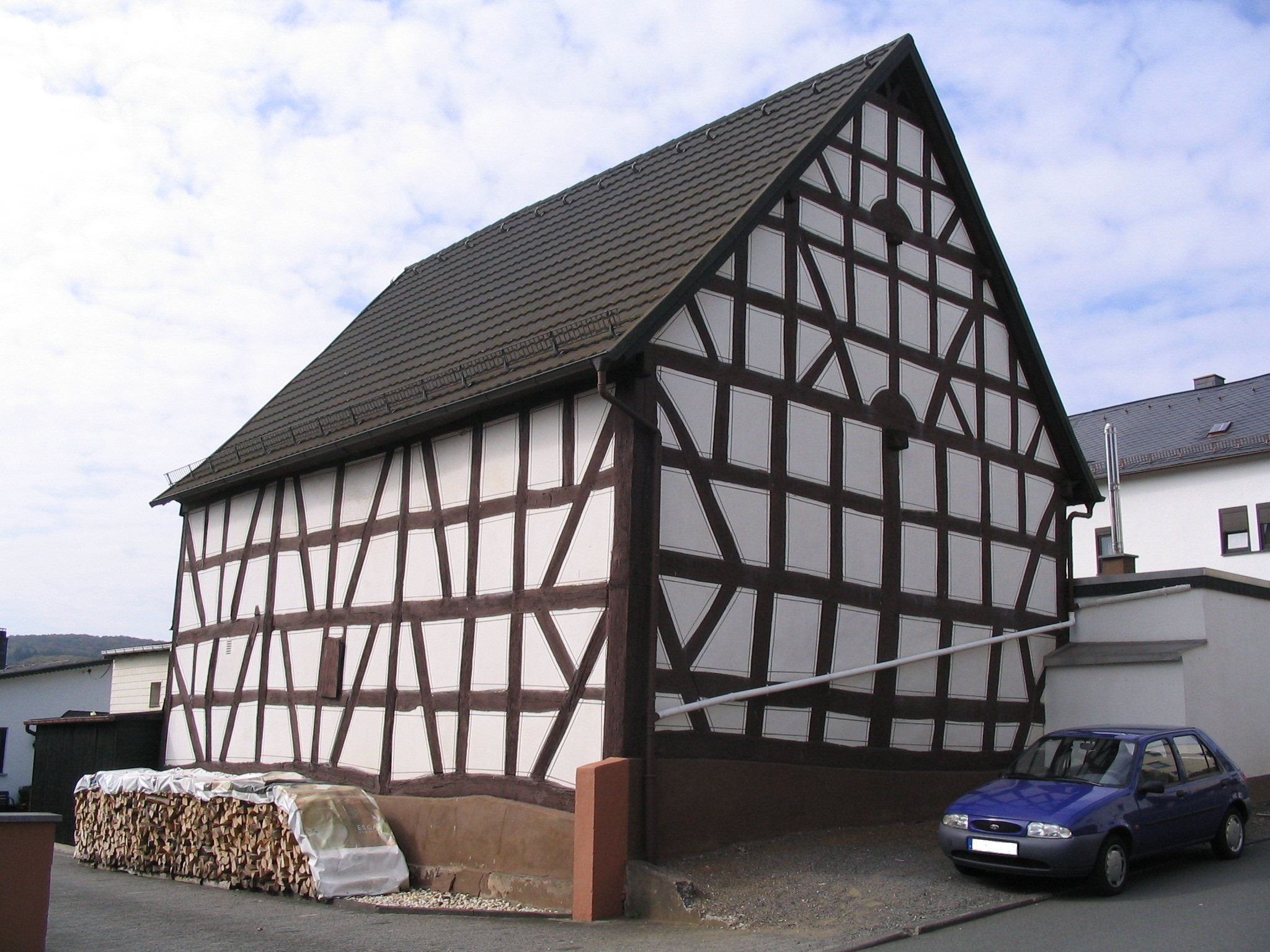
Hofanlage mit Scheune
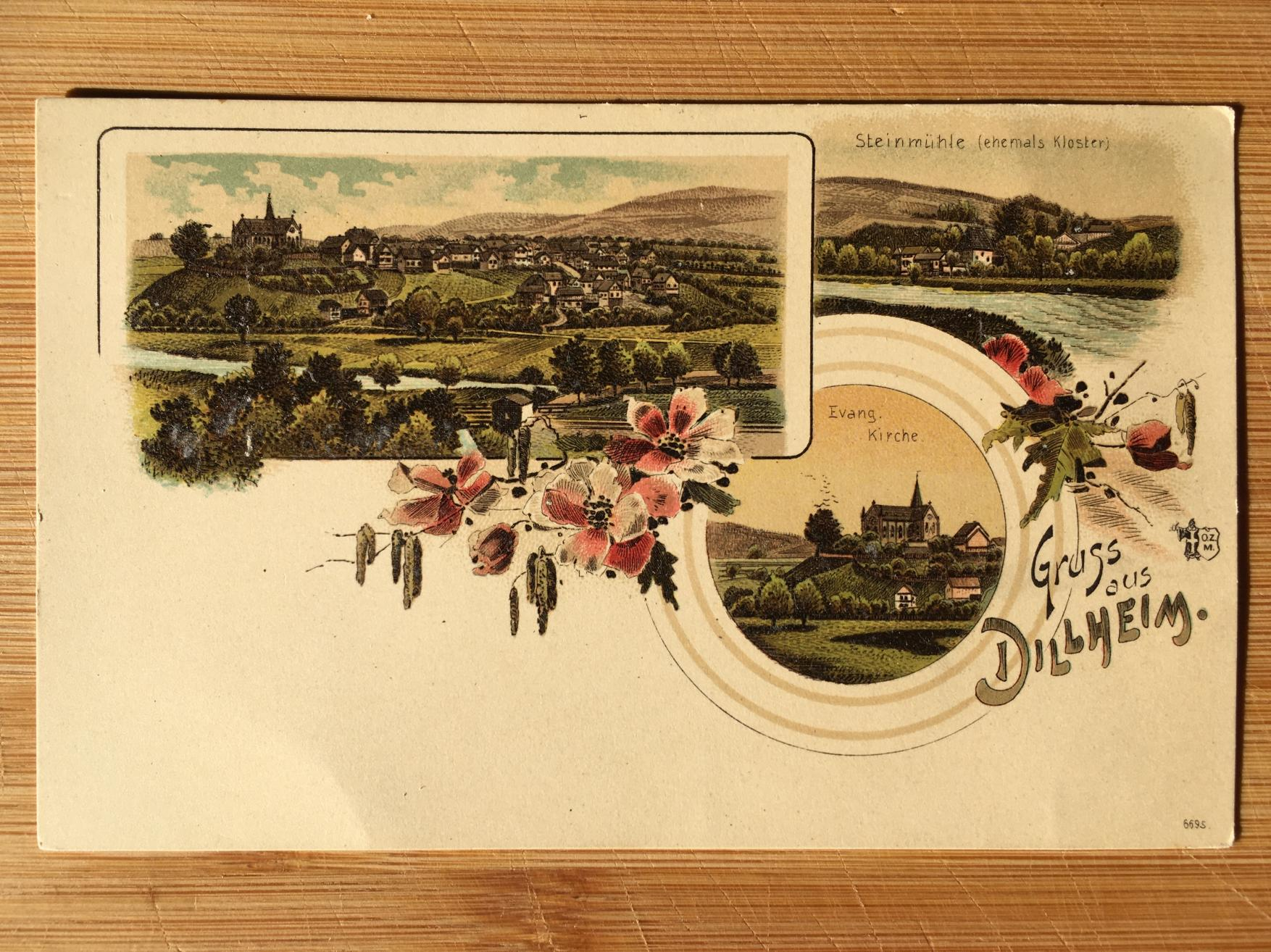
Alte Postkartenansicht